# Повернуть время вспять
«Повернуть время вспять» (фр. Les Temps qui changent) — мелодрама Андре Тешине с Катрин Денёв и Жераром Депардьё в главных ролях.

## Сюжет
Инженер Антуан приезжает в Танжер контролировать строительство современного телецентра. Но его мало интересует работа, всё внимание Антуана сосредоточено на ведущей вечерней музыкальной программы на местном радио Сесиль. Тридцать лет назад у них был роман. Теперь у Сесиль есть семья: муж, преуспевающий врач, к которому она давно уже не испытывает никаких чувств, взрослый сын, живущий в Париже и изредка навещающий мать.

## В ролях
| Актёр          | Роль   |
| -------------- | ------ |
| Жерар Депардьё | Антуан |
| Катрин Денёв   | Сесиль |
| Малик Зиди     |        |